# AMYF
AMYF è il nono album da solista del rapper berlinese Bushido. L´album è uscito il 12 ottobre del 2012 attraverso la Label indipendente ersguterjunge. "AMYF" sta per il suo vero nome Anis Mohammad Youssef Ferchichi. Il primo video estratto fu Intro che racconta in riassunto tutta la sua carriera musicale fino ad oggi. Il secondo video (e primo singolo) estratto del album è Kleine Bushidos che fu pubblicato il 4 ottobre del 2012. Prima della pubblicazione del album, sono stati inoltre pubblicati su YouTube regolarmente video Informazioni sul disco che potrebbe essere l´ultimo del rapper tedesco.

## Sfondo
Quasi un anno fa il 14 ottobre 2011 è apparso l'album 23 insieme al rapper tedesco Sido. Da allora Bushido si è sposato ed è diventato padre di una figlia. Nell estate del 2012, Bushido ha postato su Facebook che più o meno a fine anno sarebbe stato pubblicato (forse) il suo ultimo album dal titolo AMYF.
Il titolo dell'album viene mostrato sulla copertina come una formula:
{\displaystyle A=m\,y^{f}\,}

## Produzione
Su AMYF hanno contribuito molti produttori tra i quali: Bushido, Beatzarre, Djorkaeff, Gee Futuristic, X-Plosive Beats, Phat Crispy, 3nity, JBream, Ear2ThaBeat, Bjet e The Ionics

## Successo e singoli
Il disco ha avuto una buonissima posizione nella Media Control Charts ovvero 1º posto.
I singoli estratti dal disco sono Kleine Bushidos (GER #45) e Lass mich allein (GER #61).

## Tracce
| #  | Titolo                | Featuring       | Produttore                     | Durata |
| -- | --------------------- | --------------- | ------------------------------ | ------ |
| 1  | Intro                 |                 | Bushido, Beatzarre & Djorkaeff | 2:05   |
| 2  | Selbst ist der Mann   |                 | 3nity & JBream                 | 3:00   |
| 3  | Lebende Legende       |                 | Bushido, Beatzarre & Djorkaeff | 3:08   |
| 4  | Anis Ferchichi        |                 | Bushido, Beatzarre & Djorkaeff | 3:37   |
| 5  | Lass mich allein      |                 | Bushido, Beatzarre & Djorkaeff | 3:32   |
| 6  | Das echte Leben       | Sido            | Phat Crispy & Ear2ThaBeat      | 3:41   |
| 7  | Ihr habt mich gemacht |                 | Gee Futuristic & Bjet          | 3:53   |
| 8  | Kleine Bushidos       |                 | Bushido, Beatzarre & Djorkaeff | 3:27   |
| 9  | Snare Drum ich rap    | MoTrip          | Bushido, Beatzarre & Djorkaeff | 3:38   |
| 10 | Mitten im Leben       |                 | Bushido, Beatzarre & Djorkaeff | 3:36   |
| 11 | Untergrund Part 2     | Eko Fresh       | X-Plosive                      | 4:03   |
| 12 | Nicht so wie ihr      |                 | Bushido, Beatzarre & Djorkaeff | 3:18   |
| 13 | Theorie & Praxis      | Joka            | Gee Futuristic & The Ionics    | 3:14   |
| 14 | Hass                  |                 | Bushido, Beatzarre & Djorkaeff | 3:26   |
| 15 | Aaliyah               |                 | Bushido, Beatzarre & Djorkaeff | 3:40   |
| 16 | Grenzenlos            | Julien Williams | Bushido, Beatzarre & Djorkaeff | 3:06   |
| 17 | A.M.Y.F.              |                 | Bushido, Beatzarre & Djorkaeff | 3:13   |
| 18 | Euer bester feind     |                 | Bushido, Beatzarre & Djorkaeff | 3:47   |